# Warkworth, Northumberland
Warkworth är en ort och civil parish i Storbritannien.   Den ligger i grevskapet och kommunen Northumberland i riksdelen England, i den centrala delen av landet, 400 km norr om huvudstaden London. Warkworth ligger 27 meter över havet och antalet invånare är 1 493.
Terrängen runt Warkworth är platt. Havet är nära Warkworth åt nordost.  Närmaste större samhälle är Amble, 2,8 km sydost om Warkworth. 